# Doesburg

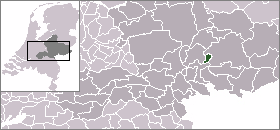
Położenie na mapie Holandii

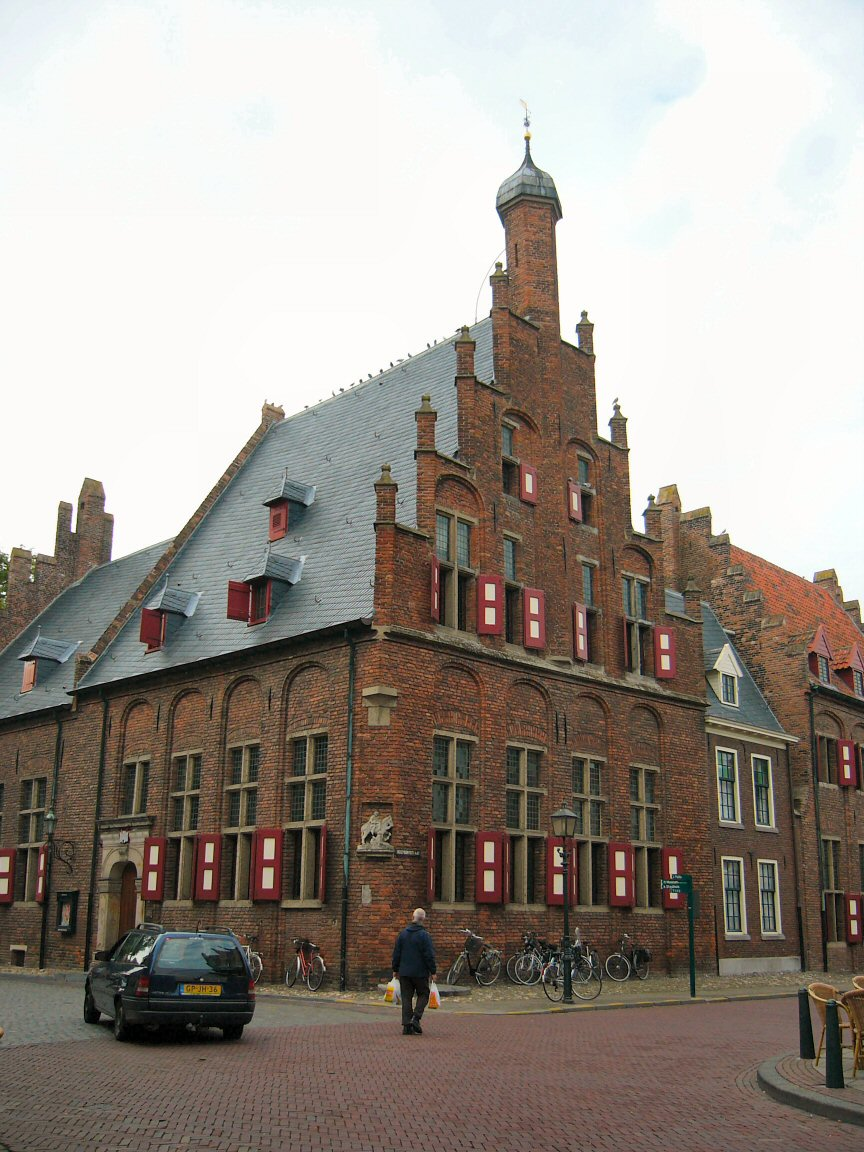
Ratusz w Doesburgu

Doesburg – gmina we wschodniej Holandii, w Geldrii. Doesburg otrzymał prawa miejskie w roku 1237; ma 11,602 mieszkańców.